# Polypedilum tochibicolor
Polypedilum tochibicolor är en tvåvingeart som beskrevs av Niitsuma 1991. Polypedilum tochibicolor ingår i släktet Polypedilum och familjen fjädermyggor. Inga underarter finns listade i Catalogue of Life.